# Pronair

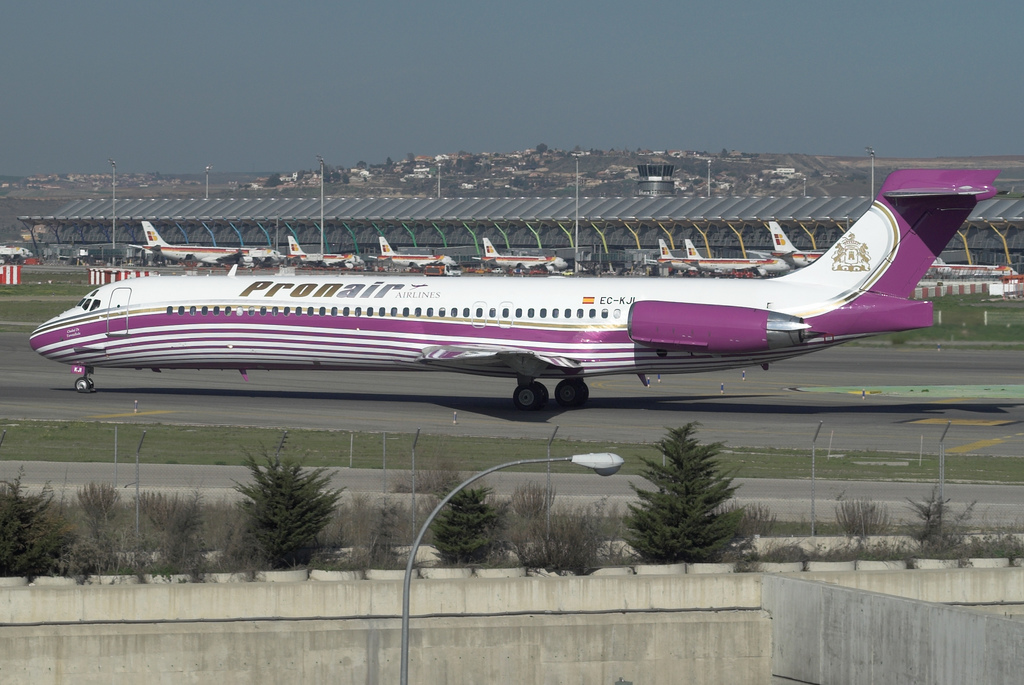
Pronair MD-87

Pronair är ett spanskt charter- och fraktflygbolag baserat i Albacete. Bolaget stängdes 2009.

## Flotta[1]
- Boeing 747-200 Cargo
- Cessna Citation II
- McDonnell Douglas MD-87